# MTV Movie Award alla migliore performance maschile
L'MTV Movie Award per la migliore performance maschile (MTV Movie Award for Best Male Performance) è un premio cinematografico statunitense assegnato annualmente dal 1992.
Nelle edizioni del 2006 e del 2007 il riconoscimento per il miglior interprete maschile e per la migliore interprete femminile sono stati riuniti in un unico premio per la migliore performance (Best Performance). Nel 2017 questi due premi sono stati condensati nuovamente nella categoria miglior attore/attrice in un film.

## Vincitori e candidati
I vincitori sono indicati in grassetto, a seguire gli altri candidati.

### Anni 1992-1999
- 1992: Arnold Schwarzenegger - Terminator 2 - Il giorno del giudizio (Terminator 2: Judgment Day)
  - Kevin Costner - Robin Hood - Principe dei ladri (Robin Hood: Prince of Thieves)
  - Robert De Niro - Cape Fear - Il promontorio della paura (Cape Fear)
  - Val Kilmer - The Doors
- 1993: Denzel Washington - Malcolm X
  - Kevin Costner - Guardia del corpo (The Bodyguard)
  - Tom Cruise - Codice d'onore (A Few Good Men)
  - Michael Douglas - Basic Instinct
  - Jack Nicholson - Codice d'onore (A Few Good Men)
- 1994: Tom Hanks - Philadelphia
  - Tom Cruise - Il socio (The Firm)
  - Harrison Ford - Il fuggitivo (The Fugitive)
  - Val Kilmer - Tombstone
  - Robin Williams - Mrs. Doubtfire - Mammo per sempre (Mrs. Doubtfire)
- 1995: Brad Pitt - Intervista col vampiro (Interview with the Vampire)
  - Tom Hanks - Forrest Gump
  - Brandon Lee - Il corvo - The Crow (The Crow)
  - Keanu Reeves - Speed
  - John Travolta - Pulp Fiction
- 1996: Jim Carrey - Ace Ventura - Missione Africa (Ace Ventura: When Nature Calls)
  - Mel Gibson - Braveheart - Cuore impavido (Braveheart)
  - Tom Hanks - Apollo 13
  - Denzel Washington - Allarme rosso (Crimson Tide)
  - Brad Pitt - L'esercito delle 12 scimmie (Twelve Monkeys)
- 1997: Tom Cruise - Jerry Maguire
  - Leonardo DiCaprio - Romeo + Giulietta di William Shakespeare (William Shakespeare's Romeo + Juliet)
  - Eddie Murphy - Il professore matto (The Nutty Professor)
  - Will Smith - Independence Day
  - John Travolta - Phenomenon

- 1998: Leonardo DiCaprio - Titanic

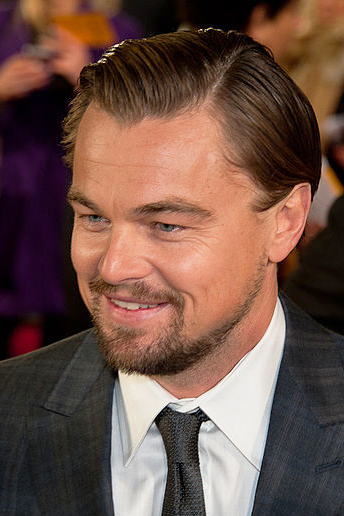
Leonardo DiCaprio ha vinto il maggior numero di premi: tre (nel 1998, nel 2005 e nel 2016).

  - Nicolas Cage - Face/Off - Due facce di un assassino (Face/Off)
  - Matt Damon - Will Hunting - Genio ribelle (Good Will Hunting)
  - Samuel L. Jackson - Jackie Brown
  - John Travolta - Face/Off - Due facce di un assassino (Face/Off)
- 1999: Jim Carrey - The Truman Show
  - Ben Affleck Armageddon - Giudizio finale (Armageddon)
  - Tom Hanks - Salvate il soldato Ryan (Saving Private Ryan)
  - Adam Sandler - Waterboy (The Waterboy)
  - Will Smith - Nemico pubblico (Enemy of the State)

### Anni 2000-2009
- 2000: Keanu Reeves - Matrix (The Matrix)
  - Jim Carrey - Man on the Moon
  - Ryan Phillippe - Cruel Intentions - Prima regola non innamorarsi (Cruel Intentions)
  - Adam Sandler - Big Daddy
  - Bruce Willis - The Sixth Sense - Il sesto senso (The Sixth Sense)
- 2001: Tom Cruise - Mission: Impossible 2
  - Russell Crowe - Il gladiatore (Gladiator)
  - Omar Epps - Love & Basketball
  - Mel Gibson - Il patriota (The Patriot)
  - Tom Hanks - Cast Away

- 2002: Will Smith - Alì (Ali)
  - Russell Crowe - A Beautiful Mind

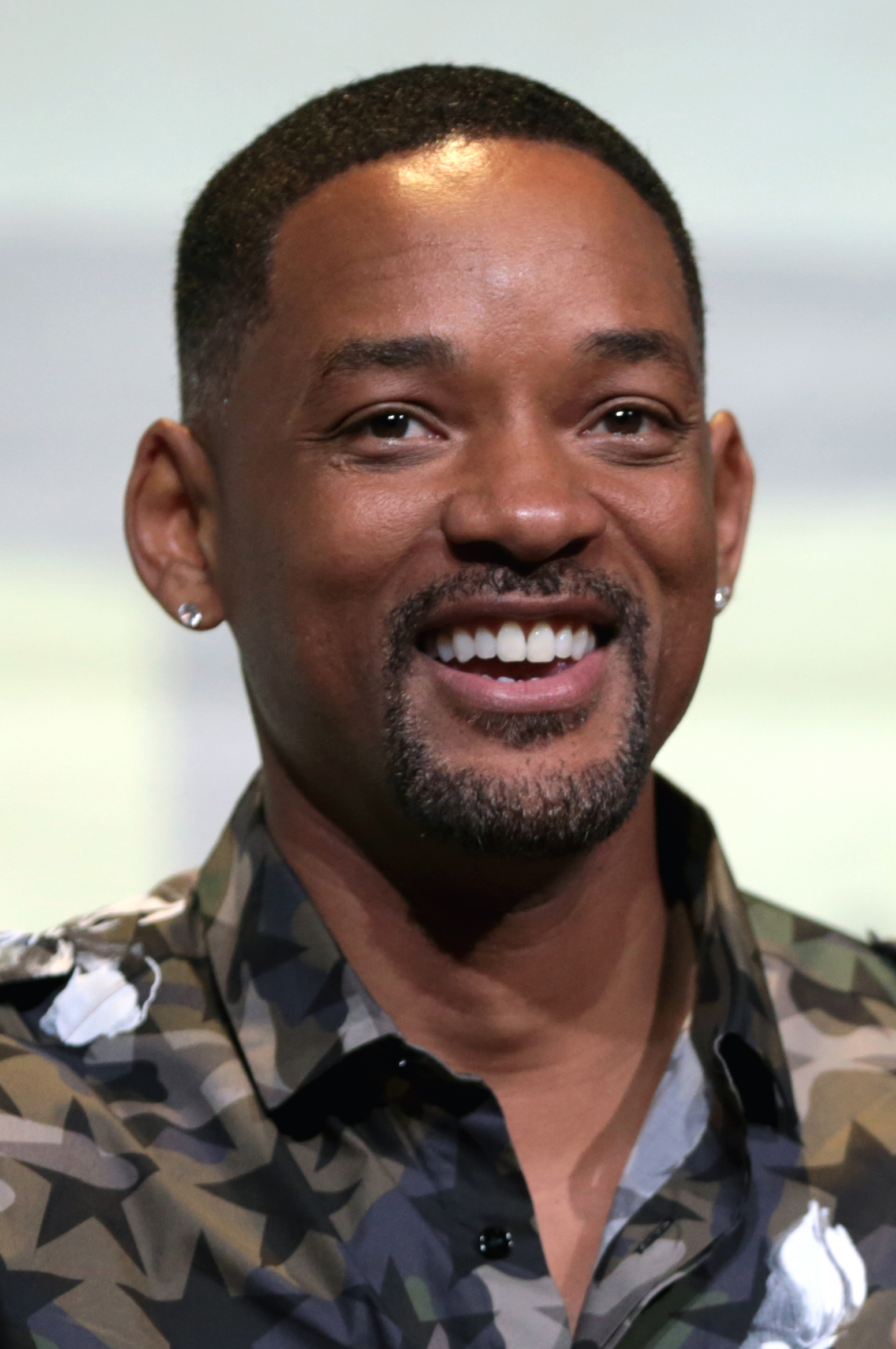
Will Smith ha ricevuto il maggior numero di candidature, ben sette.

  - Vin Diesel - Fast and Furious (The Fast and the Furious)
  - Josh Hartnett - Pearl Harbor
  - Elijah Wood - Il Signore degli Anelli - La Compagnia dell'Anello (The Lord of the Rings: The Fellowship of the Ring)
- 2003: Eminem - 8 Mile
  - Vin Diesel - xXx
  - Leonardo DiCaprio - Prova a prendermi (Catch Me If You Can)
  - Tobey Maguire - Spider-Man
  - Viggo Mortensen - Il Signore degli Anelli - Le due torri (The Lord of the Rings: The Two Towers)
- 2004: Johnny Depp - La maledizione della prima luna (Pirates of the Caribbean: The Curse of the Black Pearl)
  - Jim Caviezel - La passione di Cristo (The Passion of the Christ)
  - Tom Cruise - L'ultimo samurai (The Last Samurai)
  - Bill Murray - Lost in Translation - L'amore tradotto (Lost in Translation)
  - Adam Sandler - 50 volte il primo bacio (50 First Dates)
- 2005: Leonardo DiCaprio - The Aviator
  - Matt Damon - The Bourne Supremacy
  - Jamie Foxx - Ray
  - Will Smith - Hitch - Lui sì che capisce le donne (Hitch)
  - Brad Pitt - Troy
- 2008: Will Smith - Io sono leggenda (I Am Legend)
  - Michael Cera - Juno
  - Matt Damon - The Bourne Ultimatum - Il ritorno dello sciacallo (The Bourne Ultimatum)
  - Shia LaBeouf - Transformers
  - Denzel Washington - American Gangster
- 2009: Zac Efron - High School Musical 3: Senior Year
  - Christian Bale - Il cavaliere oscuro (The Dark Knight)
  - Robert Downey Jr. - Iron Man
  - Shia LaBeouf - Eagle Eye
  - Vin Diesel - Fast & Furious - Solo parti originali (Fast & Furious - New Model. Original Parts.)

### Anni 2010-2016
- 2010: Robert Pattinson - The Twilight Saga: New Moon
  - Zac Efron - 17 Again - Ritorno al liceo (17 Again)
  - Taylor Lautner - The Twilight Saga: New Moon
  - Daniel Radcliffe - Harry Potter e il principe mezzosangue (Harry Potter and the Half-Blood Prince)
  - Channing Tatum - Dear John
- 2011: Robert Pattinson - The Twilight Saga: Eclipse
  - Daniel Radcliffe - Harry Potter e i Doni della Morte - Parte 1 (Harry Potter and the Deathly Hallows: Part 1)
  - Jesse Eisenberg - The Social Network
  - Taylor Lautner - The Twilight Saga: Eclipse
  - Zac Efron - Segui il tuo cuore (Charlie St. Cloud)
- 2012: Josh Hutcherson - Hunger Games (The Hunger Games)
  - Daniel Radcliffe - Harry Potter e i Doni della Morte - Parte 2 (Harry Potter and the Deathly Hallows: Part II)
  - Ryan Gosling - Drive
  - Joseph Gordon-Levitt - 50 e 50 (50/50)
  - Channing Tatum - La memoria del cuore (The Vow)
- 2013: Bradley Cooper - Il lato positivo - Silver Linings Playbook (Silver Linings Playbook)
  - Ben Affleck – Argo
  - Channing Tatum – Magic Mike
  - Daniel Day-Lewis – Lincoln
  - Jamie Foxx – Django Unchained
- 2014: Josh Hutcherson - Hunger Games: La ragazza di fuoco
  - Bradley Cooper - American Hustle - L'apparenza inganna
  - Leonardo DiCaprio - The Wolf of Wall Street
  - Chiwetel Ejiofor - 12 anni schiavo
  - Matthew McConaughey - Dallas Buyers Club
- 2015: Bradley Cooper - American Sniper
  - Chris Pratt - Guardiani della Galassia (Guardians of the Galaxy)
  - Ansel Elgort - Colpa delle stelle (The Fault in Our Stars)
  - Miles Teller - Whiplash
  - Channing Tatum - Foxcatcher - Una storia americana (Foxcatcher)[2][3]
- 2016: Leonardo DiCaprio - Revenant - Redivivo (The Revenant) 
  - Matt Damon - Sopravvissuto - The Martian (The Martian)
  - Michael B. Jordan - Creed - Nato per combattere (Creed)
  - Chris Pratt - Jurassic World
  - Ryan Reynolds - Deadpool
  - Will Smith - Zona d'ombra (Concussion)